# Garcinia paucinervis
Espèce
Statut de conservation UICN

 EN B1+2e : En danger
Garcinia paucinervis est une espèce de plantes à fleurs de la famille des Clusiaceae.

## Publication originale
- Acta Phytotaxonomica Sinica 5(1): 12–14, pl. 5. 1956.